# Байковецька сільська рада
Байкове́цька сільська́ ра́да — адміністративно-територіальна одиниця та орган місцевого самоврядування в Тернопільському районі Тернопільської області. Адміністративний центр — село Байківці.

## Загальні відомості
Байковецька сільська рада утворена в 1945 році.
- Територія ради: 19,32 км² до 2016 року
- Населення ради: 2 299 (на 1.01.2015)
- Відповідно до рішення сесії Байковецької сільської ради №831 від 21 серпня 2015 року до її складу ввійшли село Дубівці Дубовецької сільської ради, села Лозова і Курники Лозівської сільської ради, село Стегниківці Стегниківської сільської ради, села Шляхтинці і Гаї-Гречинські Шляхтинецької сільської ради, утворивши територіальну громаду з центром у селі Байківці..
- Рішенням сесії Байковецької сільської ради №805 від 4 січня 2019 року припинено повноваження Гаї-Шевченківської та Чернелево-Руської сільських рад у зв’язку з входженням сіл Гаї-Шевченківські, Чернелів-Руський і Соборне до складу Байковецької територіальної громади, про що внесено відповідний запис в Єдиний державний реєстр юридичних осіб, фізичних осіб-підприємців та громадських формувань.
- Рішенням сесії Байковецької сільської ради №8/1/13  від 25 листопада 2020 року припинено повноваження Охримівської та Романовоселівської сільських рад у зв’язку з входженням сіл Охримівці та Романове Село до складу Байковецької територіальної громади, про що внесено відповідний запис в Єдиний державний реєстр юридичних осіб, фізичних осіб-підприємців та громадських формувань.
- Рішенням сесії Байковецької сільської ради №1074 від 22 січня 2020 року припинено повноваження Романівської та Ступківської сільських рад у зв’язку з входженням сіл Ангелівка, Романівка і Ступки до складу Байковецької територіальної громади, про що внесено відповідний запис в Єдиний державний реєстр юридичних осіб, фізичних осіб-підприємців та громадських формувань..

## Географія
Байковецька сільська рада межує з Тернопільською і Збаразькою міськими громадами, Підволочиською селищною громадою, Великобірківською, Великогаївською і Білівською сільськими громадами.

## Населені пункти
Сільській раді підпорядковані села:
- Байківці
- Дубівці
- Стегниківці
- Курники
- Лозова
- Шляхтинці
- Гаї-Гречинські
- Гаї-Шевченківські
- Чернелів-Руський
- Соборне
- Романове Село
- Романівка
- Ангелівка
- Ступки
- Охримівці

## Населення
Згідно з переписом УРСР 1989 року чисельність наявного населення сільської ради становила 2526 осіб, з яких 1163 чоловіки та 1363 жінки.
За переписом населення України 2001 року в сільській раді мешкали 1293 особи.
Кількість населення у громаді станом на 1 січня 2023 року 13 210 осіб.
Станом на 11 січня 2024 року у громаді проживає 13 246 осіб https://bsr1653.gov.ua/structure/

## Склад ради
Рада складається з 22 депутатів та голови.
- Голова ради: Кулик Анатолій Романович

## Засоби масової інформації
У сільської ради є офіційний сайт і сторінка в соціальній мережі Facebook.